# Барич-Нова
Барич-Нова (пол. Barycz Nowa) — село в Польщі, у гміні Зволень Зволенського повіту Мазовецького воєводства.
Населення — 297 осіб (2011).
У 1975-1998 роках село належало до Радомського воєводства.

## Демографія
Демографічна структура станом на 31 березня 2011 року:
|          | Загалом | Допрацездатний вік | Працездатний вік | Постпрацездатний вік |
| -------- | ------- | ------------------ | ---------------- | -------------------- |
| Чоловіки | 145     | 29                 | 106              | 10                   |
| Жінки    | 152     | 21                 | 91               | 40                   |
| Разом    | 297     | 50                 | 197              | 50                   |